# Benin
Il Benin (AFI: /beˈnin/; in francese /beˈnɛ̃/), ufficialmente Repubblica del Benin, è uno Stato dell'Africa occidentale, fino al 1975 conosciuto con il nome di Dahomey.
Si affaccia a sud sul golfo del Benin, dove la costa misura circa 120 km, confina a ovest con il Togo, a est con la Nigeria e a nord con il Burkina Faso e il Niger. La capitale è Porto-Novo, ma la sede del governo è Cotonou. Il Benin è una repubblica presidenziale; l'attuale presidente è Patrice Talon. La lingua ufficiale è il francese, più altre lingue indigene.
Lo Stato è membro dell'ECOWAS e dell'Unione africana. È uno dei paesi meno sviluppati, con un'economia in gran parte basata sull'agricoltura e sull'esportazione di olio di palma e cotone.
Non va confuso con il Regno del Benin, conosciuto anche come Regno di Edo, che è oggi scomparso ed ebbe origine nella zona a ovest del delta del fiume Niger. Di tale regno rimane ai giorni nostri lo Stato di Edo, che fa parte della Repubblica Federale della Nigeria e ha per capitale Benin City.

## Nome
Il nome "Benin" ha attinenza con il Regno del Benin e con Benin City, dai quali prese il nome il golfo su cui l'odierno Stato si affaccia.
Il precedente nome del paese, Dahomey, fu cambiato nel 1975 in Repubblica Popolare del Benin, scelto per la sua neutralità, visto che nel paese convivono più di cinquanta differenti gruppi linguistici e quasi altrettante etnie. Il nome Dahomey era quello dell'antico regno Fon e fu ritenuto inappropriato per definire tutta la nazione.

## Storia
Il Regno di Dahomey ebbe origine in Benin. Nel XVII secolo il regno, governato da un Oba, si allargava oltre gli attuali confini, coprendo larga parte dell'Africa occidentale. Era fortemente centralizzato e stabilì relazioni commerciali fondate sulla tratta degli schiavi con gli europei, in particolare con i colonizzatori portoghesi, che fondarono un forte a Ouidah, chiamato forte di São João Baptista de Ajudá, e olandesi giunti qui nel tardo XV secolo.
Nel XVIII secolo, il Dahomey incominciò a sfaldarsi, dando quindi la possibilità ai francesi di prendere il controllo dell'area nel 1892. Nel 1899, il territorio entrò a far parte della colonia dell'Africa Occidentale Francese, ancora con il nome di Dahomey. Nel 1958, fu garantita l'autonomia come Repubblica del Dahomey, e la piena indipendenza seguì nel 1960.
L'indipendenza fu seguita da un periodo turbolento, e ci furono numerosi golpe e cambi di regime prima che il controllo del potere fosse preso da Mathieu Kérékou, nel 1972. Egli stabilì un regime di tipo marxista, e nel 1975 il paese fu rinominato Repubblica Popolare del Benin. Il regime della Repubblica Popolare del Benin ha subito importanti trasformazioni durante la sua esistenza: un breve periodo di nazionalismo (1972-1974); una fase socialista (1974-1982); e una fase di apertura verso i paesi occidentali e il liberalismo economico (1982-1990).
Nel 1974, sotto l'influsso dei giovani rivoluzionari il governo ha intrapreso un programma socialista di nazionalizzazione dei settori strategici dell'economia, la riforma del sistema educativo, la creazione di cooperative agricole e di nuove strutture di governo locale, e una campagna per sradicare le "forze feudali", compreso il tribalismo. Alla fine degli anni ottanta, Kérékou abbandonò il marxismo e incominciò una transizione dal socialismo al capitalismo. Fu sconfitto nelle elezioni del 1991, ma tornò al potere con il voto del 1996. Nel 2006 venne eletto il presidente Yayi Boni. Le elezioni presidenziali del 13 marzo 2011 hanno visto la riconferma di Yayi Boni. Nel 2016 è diventato presidente Patrice Talon, riconfermato nelle elezioni dell'11 aprile 2021.
Dal novembre 2021 le regioni settentrionali del paese sono interessate da un conflitto a bassa intensità, con attacchi sferrati contro le postazioni delle forze di sicurezza beninesi da parte di gruppi armati islamisti, appartenenti all'organizzazione del Gruppo di Sostegno all'Islam e ai musulmani.
Nell'aprile 2025, il governo del Benin ha adottato una legge che riconosce 16 regni, 80 capi anziani e 10 capi tradizionali attraverso una nuova legge, adottata nel marzo 2025. Il periodo precoloniale, fissato al 1894 per il sud e al 1897 per il nord del Benin, è servito da riferimento storico per il disegno di legge per l'istituzionalizzazione della carica di capo in Benin. e per regolamentare le norme sui territori tradizionali.

## Geografia

### Morfologia
Allungato tra il fiume Niger a nord e l'insenatura di Benin a sud, l'elevazione del territorio non varia significativamente nelle differenti aree del paese. La maggior parte della popolazione vive nelle pianure costiere meridionali, dove sono anche localizzate le maggiori città, tra le quali Porto-Novo e Cotonou. Il nord del paese è costituito principalmente da altopiani semi aridi e ricoperti da savana.

### Idrografia
Dal punto di vista idrografico nella zona costiera, a tratti paludosa, vi sono laghi e lagune che comunicano con l'oceano.
Le alture centrali costituiscono lo spartiacque tra i fiumi che scorrono da nord verso sud e si gettano nell'oceano, i più importanti dei quali sono: Couffo, Zou, Ouemé (quest'ultimo è anche il fiume più importante del Paese), da quelli del nord, che sono affluenti di destra del fiume Niger, che in parte fa da confine con lo Stato omonimo.
A causa del loro carattere irregolare, nessun fiume è navigabile.

### Clima
Il clima in Benin è caldo e umido, con una relativa scarsità di piogge che si concentrano nelle due stagioni piovose (aprile-luglio e settembre-novembre). D'inverno le notti possono essere piuttosto fresche, a causa dell'harmattan, un vento secco e polveroso.

## Popolazioni

### Demografia

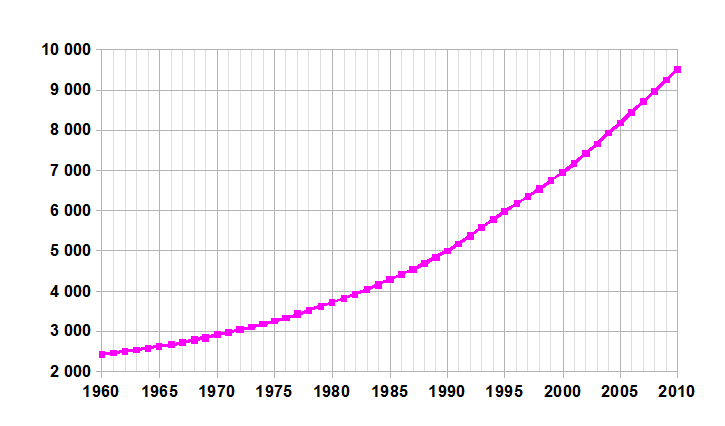
Andamento della popolazione del Benin dal 1960 al 2010 (migliaia di abitanti)

Ha una superficie di 112 622 chilometri quadrati, una popolazione di 7 413 000 abitanti e una densità di 66 abitanti per chilometro quadrato.

### Etnie
In Benin vivono circa 40 gruppi etnici differenti. Il maggiore è quello dei Fon, che sono circa il 40%; seguono gli Yoruba al 12%, gli Adja all'11%, i Somba al 5%, gli Ani al 3% e altre etnie, che rappresentano il 29%.

### Lingue
La maggior parte dei vari gruppi etnici ha una propria lingua; tra le più diffuse il fon e lo yoruba. Il francese è utilizzato come lingua ufficiale (il paese è parte dell'Africa francofona) ed è parlato soprattutto nelle aree urbane.

### Religioni
- Cristiani 42,9%
  - Cattolici 27,2%
  - Cristiani celesti 5%
  - Metodisti 3,2%
  - Altri cristiani 7,5%
- Vudù 17,3%
- Musulmani 24,4%
- Religioni locali 6%
- Altro 1,9%
- Non religiosi 6,5%[9]

## Ordinamento dello Stato

### Suddivisione amministrativa

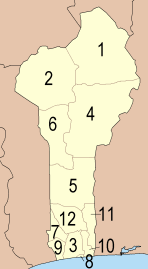
Dipartimenti del Benin

Dal 1999, il Benin è diviso in 12 dipartimenti (in precedenza i dipartimenti erano 6). I dipartimenti sono a loro volta suddivisi in 77 comuni, i quali ricomprendono più arrondissement; questi contengono villaggi e possono avere diversi quartieri o distretti cittadini oppure quartieri urbani.
1. Dipartimento di Alibori*
2. Dipartimento di Atakora*
3. Dipartimento dell'Atlantico
4. Dipartimento di Borgou
5. Dipartimento delle Colline*
6. Dipartimento di Donga*
7. Dipartimento di Kouffo*
8. Dipartimento del Litorale*
9. Dipartimento di Mono
10. Dipartimento di Ouémé
11. Dipartimento dell'Altopiano*
12. Dipartimento di Zou

(*) Creato nel 1999

### Città principali
La distribuzione demografica è difforme: nel sud si concentra il 70% dei cittadini del Benin (con punte di 200 abitanti/km²), mentre il nord, più arretrato, è terra d'emigrazione. L'urbanizzazione (55,4%) è notevole a confronto con i paesi vicini. La capitale Porto-Novo (235 000 abitanti) si trova nel Dipartimento di Ouémé, è ricca di edifici in stile portoghese e ha funzioni politiche e commerciali. Con Ouidah, cittadina poco distante di 65 000 abitanti nel Dipartimento dell'Atlantico, la capitale è uno dei centri mondiali più importanti del vudù.
Cotonou (820 000 abitanti), nel Dipartimento del Litorale, è il cuore economico del Benin, verdeggiante e caotica città. Essa è dotata dell'unico aeroporto internazionale e di un importante porto marittimo. Nei pressi sorgono dei villaggi di palafitte unici al mondo. Nel centro del paese si distinguono Abomey (130 000 abitanti), nel Dipartimento di Zou, che fu la capitale dell'antico Regno di Dahomey, e Parakou (230 000 abitanti) nel Dipartimento di Borgou. Nel nord l'unico centro di rilievo è Natitingou (60 000 abitanti) che si trova nel Dipartimento di Atakora.
La città più grande e la capitale commerciale del Paese è Cotonou. Il nome deriva da un'espressione in lingua Fon che significa presso il lago dei morti e allude a una laguna adiacente all'abitato. Il riferimento ai morti è legato alla credenza che le stelle cadenti rappresentino le anime dei morti precipitati negli inferi. Si narra che quando fu fondata Cotonou, le luci del villaggio lacustre di Ganvié, dall'altra parte della laguna, si riflettessero nelle acque, suggerendo l'idea delle stelle cadenti. Ganvié è un villaggio di palafitte abitato da pescatori sulla sponda occidentale della laguna.

### Istituzioni
Il parlamento del Benin è costituito dall'Assemblea Nazionale, composta da 83 seggi, per la quale vengono tenute elezioni ogni 4 anni. Capo del governo e dello Stato è il presidente, che è eletto in elezioni presidenziali separate, che si tengono ogni cinque anni. Il presidente nomina un consiglio dei ministri.
La sede del governo è Cotonou.

### Università
L'Università del Benin è stata fondata nel 1970.

## Politica
Dopo l'indipendenza dal regime coloniale francese, avvenuta nel 1960, il Benin ha sperimentato, dal 1963 al 1972, un instabile assetto politico interno. Dopo cinque colpi di Stato, nove governi e cinque costituzioni, la situazione venne stabilizzata dall'instaurazione di un regime politico marxista per opera del colonnello Mathieu Kérékou. Dal 1974 la Repubblica Popolare del Benin sperimentò il socialismo fino al 1990, con il ritorno a un regime democratico.
Il 2 dicembre 1990 venne adottata una nuova Costituzione ispirata a principi democratici e al pluralismo politico. Nel marzo del 1991, le prime elezioni politiche basate sul multipartitismo videro vincitore l'ex Primo Ministro Nicéphore Soglo. Sconfitto nelle elezioni del 1991, Kérékou riconquistò il potere democraticamente nelle elezioni del 1996 e del 2001. A succedere al colonnello è stato Thomas Boni Yayi, ex Presidente della Banca per lo Sviluppo dell'Africa Occidentale (BOAD), che alle elezioni del 2006 vinse con una maggioranza del 75% dei voti. Boni Yayi ha riconfermato la propria vittoria alle elezioni del 13 marzo 2011 con il 53% dei consensi. Gli osservatori internazionali dell'ECOWAS, dell'Unione Africana e delle Nazioni Unite hanno espresso giudizi positivi riguardo allo svolgimento dello scrutinio elettorale.
Ex Primo Ministro sotto il regime di Kérékou e fondatore del Partito per il Rinnovamento Democratico (PRD), Adrien Houngbedji è stato il principale avversario sconfitto nelle ultime elezioni presidenziali. Capo della coalizione di opposizione “L'Union fait la Nation”, Houngbedji è riuscito a unire movimenti politici del sud, rappresentanti del 60% dell'elettorato attivo locale, di cui fanno parte i social-democratici di Bruno Amoussou, attualmente Vice Presidente del Parlamento, e i liberali della famiglia dell'ex Presidente e Primo Ministro Nicéphore Soglo.
Alle elezioni parlamentari del 30 aprile 2011, la maggioranza di 53 seggi su 83 è stata conquistata dalla coalizione “Mouvance” di Boni Yayi. Essa riunisce il partito del Presidente della Repubblica, Force Cauris pour un Benin Émergent (FCBE), e altre formazioni minori. Aspetto importante è l'estrema fragilità delle alleanze politiche.
Il programma politico della coalizione vincente si basa su tre punti: la diminuzione dell'elevatissimo livello di corruzione; la differenziazione dell'economia attraverso programmi di privatizzazione e di incentivazione del microcredito; la perequazione della ricchezza in favore degli strati più poveri della società. Esse rappresentano delle sfide ancora aperte. L'eccessiva dipendenza dal grande porto di Cotonou e dal settore cotoniero si sta fronteggiando con l'avvio alla privatizzazione dei servizi portuali e con la creazione di linee di microcredito che hanno posto le basi per la nascita di un settore di piccole medie imprese artigiane.
La lotta alla corruzione sembra aver portato alcuni frutti. Nel 2012, il Benin era al 94º posto su 176 Paesi per indice di percezione della corruzione, un miglioramento rispetto al 110º posto del 2010 e al 100º del 2011.
Le politiche di attrazione degli investimenti diretti esteri quali, la promozione del turismo, lo sviluppo dell'agro-industria e la crescita del settore dei servizi attraverso la tecnologie informatiche non hanno ancora prodotto i risultati sperati. Inoltre, l'Indice di Sviluppo Umano delle Nazioni Unite colloca il Benin al 167º posto su 187 Paesi, con un terzo della popolazione che vive con meno di 1,25 dollari statunitensi al giorno.

## Economia
L'economia del Benin è sottosviluppata e dipende dall'agricoltura di sussistenza, dalla coltivazione del cotone e dal commercio regionale. La crescita del prodotto interno lordo, che ha avuto una media negli ultimi sei anni del 5%, è stata resa vana dal rapido aumento della popolazione. L'inflazione è stata tenuta sotto controllo negli ultimi anni. Con lo scopo di aumentare ulteriormente il tasso di crescita dell'economia, il Benin sta tentando di attrarre ulteriori investimenti stranieri, dare maggior enfasi al turismo, facilitare lo sviluppo di nuovi sistemi di lavorazione degli alimenti e di nuovi prodotti agricoli, e incoraggiare le nuove tecnologie informatiche e delle telecomunicazioni. Il programma del 2001 riguardo alle privatizzazioni nei settori delle telecomunicazioni, acqua potabile, elettricità, e agricoltura è ancora in attuazione, nonostante le iniziali riluttanze del governo. Il Club di Parigi e gli accordi bilaterali con i paesi creditori hanno alleggerito la situazione del debito estero, accompagnando l'accelerazione delle riforme economiche strutturali. Inoltre il Benin è uno dei paesi esportatori di petrolio, che però al 2016 non è una risorsa ancora sfruttata a pieno.

## Bandiera
La bandiera del Benin venne originariamente adottata nel 1959 e sostituita nel 1975. Il 1º agosto 1990, l'attuale disegno è stato reintrodotto, a seguito della rimozione del regime marxista. La bandiera è composta da tre rettangoli di uguali dimensioni. Il primo, posto in verticale sul lato dell'asta, è verde, gli altri due sono disposti in orizzontale, a destra di quello verde, e sono di colore giallo (in alto) e rosso (in basso). I colori sono quelli tradizionali panafricani: il verde simboleggia la speranza, il giallo l'invito a mantenere la forza del paese e il rosso il coraggio degli antenati.

## Ambiente
Incuneato tra la Nigeria e il Togo, il Benin si estende per una lunghezza di 700 km e per una larghezza di 120 km a sud e di circa 300 km a nord. Quasi tutta la pianura costiera è costituita da una distesa sabbiosa che ostruisce il deflusso di molti fiumi verso il mare, per cui lungo tutto il litorale, eroso dalle forti correnti oceaniche, a pochi chilometri nell'entroterra si formano delle lagune. All'interno si estende un altopiano ammantato di boschi e, all'estremità nord-occidentale del paese, incombono le montagne dell'Atakora. Nel Parco nazionale del Pendjari e nel Parco nazionale W si trovano esemplari notevoli di flora e fauna selvatica, come branchi di elefanti e diverse specie di felini e antilopi. La deforestazione e la desertificazione sono i principali problemi ambientali del paese, causati dalla presenza di alberi dal legno pregiato, come il tek. A nord, la prolungata siccità continua ad affliggere l'agricoltura di sussistenza.

## Cultura

### Arte
La produzione artistica è stata storicamente influenzata e strettamente collegata alle esigenze di corte, e difatti dal XV secolo i re oba fecero costruire una sfarzosa reggia impreziosita da tesori di legno e di bronzo.
L'arte del Benin è essenzialmente aulica e regolata da codici formali. Si può classificare in tre fasi: di formazione (XV-XVI secolo); classico (XVI-XVIII); tardo (XVIII-XIX).
Per quanto riguarda la scultura il Benin si distinse per lo sviluppo di notevoli rappresentazioni a sfondo religioso, come la statua del dio della guerra Gu, realizzata in ferro e alta oltre il metro e mezzo, caratterizzata dal capo riempito di frecce e di lance. Di grande diffusione anche figure più piccole, costruite in rame e in ottone. Pregevoli furono le teste dei re, le placchette raffiguranti cerimonie di corte o scene quotidiane.
A supporto dell'arte, gli abitanti del Benin svilupparono una ricca produzione di metalli.

### Patrimoni dell'umanità
Alcuni siti del Benin sono entrati nella Lista dei patrimoni dell'umanità dell'UNESCO.

### Produzione letteraria
In campo letterario possiamo ricordare, tra gli altri, la figura dello scrittore, ma anche etnologo, Paul Hazoumé, autore del primo romanzo storico ambientato nell'attuale Benin, dal titolo Doguicimi (1938), premiato nel 1939 dall' Académie française per la qualità della lingua.

### Musica
Nel contesto musicale, tra le cantanti del Benin possiamo ricordare, tra gli altri, Angélique Kidjo, che ha avuto diversi riconoscimenti internazionali ed è stata attiva anche nella filmografia, per esempio in The Woman King (2022).

## Sport
In tempi recenti a dar lustro allo sport beninese ci ha pensato sicuramente la figura di Coffi Codjia, arbitro di calcio che è riuscito a imporsi ad altissimi livelli, nonostante i succitati problemi della sua nazione di provenienza. Con numerose designazioni a livello internazionale, suddivise tra Coppa d'Africa, qualificazioni mondiali, mondiali under 20, mondiali di calcio, Confederations Cup, mondiali per club e altro, il direttore di gara nativo di Cotonou ha ottenuto un incredibile successo, vincendo qualsiasi scetticismo sulla sua possibile inadeguatezza a dirigere partite di calcio di un certo livello a causa del suo paese di nascita. Ormai in patria viene considerato quasi al pari di un eroe nazionale. Si pensi ad esempio al fatto che, di ritorno dall'esperienza dei mondiali in Germania, venne accolto all'aeroporto da una folla festante. Un'altra celebrità è Stéphane Sessègnon, ex giocatore del Paris Saint-Germain Football Club e Sunderland, è molto amato dal popolo beninese. Importante il fatto che la Nazionale di calcio del Benin durante la Coppa d'Africa del 2019 raggiunse i quarti di finale battendo il Marocco agli ottavi, di cui era capitano. Due volte vincitrice di medaglia d'oro ai Campionati africani fu nell'atletica leggera Odile Ahouanwanou.

## Tradizioni

### Vodun
Si pensa che il Vodun (o Voodoo, come è conosciuto comunemente) o Vodu abbia avuto origine nel sud del Benin per essere poi introdotto in Brasile, nelle Isole caraibiche, e in parte del Nord America dagli schiavi prelevati da questa zona particolare della Costa degli Schiavi. Il termine deriva dalla lingua fon, parlata nel sud del Benin, e significa «genio», «spirito protettore». Dalle coste del Golfo di Guinea questo antico culto ha poi attraversato l'oceano sulle navi negriere per approdare sulle coste haitiane dove ha conosciuto uno splendore forse maggiore di quello riconosciutogli in patria. Pur assorbendo influenze locali ed esterne, che hanno provocato alcune trasformazioni, il vodu ha mantenuto le sue caratteristiche originali e le sue radici affondano ancora oggi nel fertile terreno della tradizione culturale africana.
Rito di possessione per eccellenza il vodu è spesso stato spacciato come fenomeno di estasi collettiva, ma studi più recenti hanno conferito a questo culto la dignità di religione poiché si è riconosciuto in esso una serie di elementi che ne confermano il valore teologico. Dal 1992 il Vodun è stata riconosciuta come una delle religioni ufficiali del Benin, e una Festa Nazionale del Vodun è celebrata il 10 gennaio.

## Gastronomia
La cucina del Benin si distingue anche per l'uso di salse speziate

## Ricorrenza nazionale
- 1º agosto: Fête nationale: celebra l'indipendenza dalla Francia nel 1960.